# پیس (دهانه)
پیس یک دهانه برخوردی در ماه‌ است.